# Nuria Gallardo Novillo
Nuria Gallardo Novillo (Madrid; 1967) és una actriu espanyola.

## Biografia
Filla dels actors Manuel Gallardo i María Jesús Lara i formada al costat de William Layton al Laboratorio de Teatro i a La central de Cine amb Macarena Pombo.
S'inicia en la interpretació sent encara una nena, debutant en Televisió espanyola amb l'espai Almudena o historia de sus personajes de Miguel Picazo (1975). En anys successius intervé en obres de teatre televisat, contingudes a l'espai Estudio 1, destacant els seus papers de la nena sordmuda i cega Hellen Keller a El milagro de Ana Sullivan (1978) i Doña Inés a Don Juan Tenorio (1983).
En 1978 interpreta a Neleta nena en l'adaptació per TVE de Cañas y barro, l'obra de Vicente Blasco Ibáñez. El 1982interpreta a la nena òrfena Elodia en cinc capítols de la sèrie de TVE La Màscara Negra. El 1983 interpreta a la nena Rilka al llargmetratge Un genio en apuros, protagonitzada per l'humorista Eugenio. Ja en la seva etapa adulta va intervenir a les sèries La virtud del asesino (1997), Un chupete para ella (2000-2001), El Comisario (2004-2005) i Isabel (2012-13), dirigida per Jordi Frades per la que fou nominada als XXIII Premis de la Unión de Actores y Actrices (2014).
El seu pas pel cinema és gairebé testimonial i la seva filmografia no supera la mitja dotzena de títols, destacant entre ells Mambrú se fue a la guerra (1986), El viaje a ninguna parte (1986) (ambdues de Fernando Fernán Gómez i Oficio de muchachos, de Carlos Romero Marchent.
Per contra, des de la seva primerenca joventut s'ha consagrat com una excel·lent intèrpret teatral, participant en nombrosos muntatges. Els seus últims treballs més notables damunt de les taules han estat: La casa de Bernarda Alba (2006-07) dirigida per Amelia Ochandiano, Sonata de Otoño, dirigida per José Carlos Plaza (2008-09), El tiempo y los Conway (2010-11), dirigida per Juan Carlos Pérez de la Fuente. També cal destacar el treball realitzat a Recortes, dirigida per Mariano Barroso en 2012. En 2012-14 ha intervingut a La verdad sospechosa, dirigida per Helena Pimenta amb la Compañía Nacional de Teatro Clásico, que li ha valgut el premi com a Millor Actriu de repartiment en la XXIII edició dels Premis de la Unión de Actores (2014).

## Obres de teatre (selecció)
- El pato silvestre, d'Ibsen, amb direcció de José Luis Alonso de Santos (1982).
- Don Juan Tenorio de José Zorrilla, dirigida per Miguel Narros (1983-1984).
- Luces de bohemia de Valle-Inclán, dirigida per Lluís Pasqual (1985).
- El sueño de una noche de verano de Shakespeare, dirigida per Miguel Narros (1986).[3]
- Antígona, de Salvador Espriu, dirigida per Joan Ollé (1986).
- Los enredos de Scapin, de Molière.
- El cántaro roto (1981), de Heinrich von Kleist dirigida per Pedro Mari Sánchez (1992).
- Morirás de otra cosa, de Manuel Gutiérrez Aragón (1993).
- Marat-Sade, de Peter Weiss dirigida per Miguel Narros (1994).
- Fortunata y Jacinta de Benito Pérez Galdós, (1994).[4]
- La resistible ascensión de Arturo Ui, (1995)[5]
- Seis personajes en busca de autor de Luigi Pirandello, (1995).
- La venganza de Tamar, de Tirso de Molina, dirigida per José Carlos Plaza (1988).
- La Estrella de Sevilla, de Lope de Vega (1998).
- La vida es sueño de Calderón de la Barca (2000).
- Tío Vania d'Anton Txèkhov, sota la direcció de Miguel Narros (2002).
- Tirano Banderas de Valle-Inclán (2004).
- Sonata de otoño (2008), d'Ingmar Bergman, amb direcció de José Carlos Plaza.
- El tiempo y los Conway (2012), de J.B. Priestley
- La venganza de don Mendo (2012), de Pedro Muñoz Seca.
- Recortes (2012), de Mariano Barroso.
- La verdad sospechosa (2012/13/14), de Ruiz de Alarcón, dirigida per Helena Pimenta.
- Recortes (2015), de Juan Cavestany.
- El alcalde de Zalamea (2015), de Calderón de la Barca.
- El perro del hortelano (2016), de Lope de Vega.
- La dama duende (2017), de Calderón de la Barca.